# ديفيد دارلينغ (موسيقي)
ديفيد دارلينغ (بالإنجليزية: David Darling)‏ هو عازف تشيلو وعازف جاز وملحن أمريكي، ولد في 3 مارس 1941 في إلخارت في الولايات المتحدة.

## وصلات خارجية
- الموقع الرسمي
- ديفيد دارلينغ على موقع IMDb (الإنجليزية)
- ديفيد دارلينغ على موقع ألو سيني (الفرنسية)
- ديفيد دارلينغ على موقع ميوزك برينز (الإنجليزية)
- ديفيد دارلينغ على موقع أول موفي (الإنجليزية)
- ديفيد دارلينغ على موقع أول ميوزيك (الإنجليزية)
- ديفيد دارلينغ على موقع ديسكوغز (الإنجليزية)
- ديفيد دارلينغ على موقع قاعدة بيانات الفيلم (الإنجليزية)
- ديفيد دارلينغ على موقع كينوبويسك (الروسية)